# Letteratura libica
La letteratura libica ha le sue radici nell'antichità, ma la scrittura libica contemporanea attinge a una varietà di influenze.
Il Rinascimento arabo (Al-Nahda) tra la fine del XIX e l'inizio del XX secolo non raggiunse la Libia come nelle altre terre arabe, e i libici contribuirono esiguamente al suo sviluppo iniziale. Tuttavia, la Libia in quel periodo sviluppò una propria tradizione letteraria, incentrata sulla poesia orale, gran parte della quale esprimeva la sofferenza causata dal periodo coloniale italiano. La maggior parte della prima letteratura libica fu scritta nell'est, nelle città di Bengasi e Derna: in particolare Bengasi, per la sua importanza come antica capitale libica e per l'influenza delle università lì presenti. Erano anche le aree urbane più vicine al Cairo e ad Alessandria, all'epoca regioni incontestate della cultura araba. Ancora oggi, la maggior parte degli scrittori, nonostante la diffusione in tutto il paese, fa risalire la propria ispirazione alla Libia orientale, piuttosto che a quella occidentale.
La letteratura libica è stata storicamente molto politicizzata. Il movimento letterario libico può essere fatto risalire all'occupazione italiana del primo Novecento. Sulaiman al-Barouni, importante figura della resistenza libica all'occupazione italiana, scrisse il primo libro di poesia libica oltre a pubblicare un quotidiano chiamato Il Leone Musulmano.
Dopo la sconfitta italiana nella seconda guerra mondiale, il fulcro della letteratura libica si spostò sulla lotta per l'indipendenza. Gli anni '60 furono un decennio tumultuoso per la Libia, e ciò si riflette nelle opere degli scrittori libici. Il cambiamento sociale, la distribuzione della ricchezza petrolifera e la guerra dei sei giorni furono alcuni degli argomenti più discussi. Dopo il colpo di stato del 1969 che portò al potere Muammar Gheddafi, il governo istituì l'Unione degli scrittori libici. Da allora in poi, la letteratura nel paese ha adottato un approccio molto meno antagonista nei confronti del governo, più spesso sostenendo le politiche governative che quelle opposte.
Poiché è stata tradotta pochissima letteratura libica, pochi autori libici hanno ricevuto molta attenzione al di fuori del mondo arabo. Probabilmente lo scrittore più famoso della Libia, Ibrahim Al-Koni, è quasi sconosciuto al di fuori del mondo di lingua araba.

## Storia

### I primi lavori libici
Prima dell'invasione italiana, le riviste letterarie libiche si occupavano principalmente di politica. Le riviste di questo periodo includevano al-'Asr al-Jadīd (La Nuova Età) nel 1910 e al-Tarājim (Le Traduzioni) nel 1897. Fu solo con la brutalità dell'invasione italiana che la coscienza libica si rivelò sotto forma di racconto. Wahbi Bouri sostiene nell'introduzione di al-Bawākir, una raccolta di racconti che scrisse dal 1930 al 1960, che il racconto libico nacque in reazione all'occupazione italiana e al rinascimento letterario egiziano al Cairo e ad Alessandria. In particolare, copie di poesie come Bengasi l'Eterna contribuirono a sostenere la resistenza libica.
La politica italiana dell'epoca era quella di sopprimere le aspirazioni culturali degli indigeni libici - e reprimere pertanto qualsiasi pubblicazione che mostrava l'influenza letteraria locale. Forse l'unica pubblicazione dell'epoca che aveva radici libiche era quella finanziata dall'Italia, Libia al-Muṣawwar. Iniziando come propaganda italiana, la rivista includeva lavori di Wahbi Bouri, considerato il padre dei racconti libici.
Il poeta libico Khaled Mattawa osserva:
"Contro le affermazioni secondo cui la Libia ha un corpo limitato di letteratura, i classicisti potrebbero subito notare che il poeta lirico greco antico Callimaco e lo squisito stilista di prosa Sinesius erano libici. Ma gli studenti di storia e letteratura libica noteranno un enorme divario temporale tra quegli antichi luminari e gli scrittori di oggi. [...] La Libia ha storicamente dato un contributo limitato alla letteratura araba".
Molte delle favole di Esopo sono state classificate come parte del genere "racconti libici" nella tradizione letteraria, anche se alcuni studiosi sostengono che il termine "Libia" fosse usato per descrivere opere di territori non egiziani nell'antica Grecia.

### 1950-1960
Con il ritiro delle forze europee nacque un periodo di ottimismo inaugurato dal ritorno di libici istruiti che avevano vissuto in esilio in Egitto, Siria e Libano. Tra la generazione degli anni '50 vi furono famosi scrittori Kamel Maghur, Ahmed Fagih e Bashir Hashimi che scrissero tutti con un senso di ottimismo che riflette lo spirito di indipendenza.
La letteratura libica iniziò a fiorire alla fine degli anni '60, con gli scritti di Sadeq al-Neihum, Khalifa al-Fakhri, Kamel Maghur (prosa), Muhammad al-Shaltami e Ali al-Regeie (poesia). Molti scrittori libici degli anni '60 aderirono a visioni nazionaliste, socialiste e generalmente progressiste. Alcuni scrittori produssero anche opere che risentivano l'ingresso delle compagnie petrolifere americane come un attacco al loro paese. Questo periodo iniziò anche simultaneamente a mettere gli americani (con le loro compagnie petrolifere) e gli ebrei (a causa della fondazione dello Stato di Israele nel 1948) come outsider e occasionalmente nella luce positiva dei facilitatori.

### 1969-1986, anni rivoluzionari
Nel 1969, un colpo di stato militare portò al potere Muammar Gheddafi . A metà degli anni '70, il nuovo governo creò un'unica casa editrice e agli autori fu richiesto di scrivere a sostegno delle autorità. Coloro che si rifiutavano venivano imprigionati, emigravano o smettevano di scrivere. Autori come Kamel Maghur e Ahmed Fagih che avevano dominato il panorama culturale degli anni '50 e '60 continuarono ad essere la fonte della maggior parte della produzione letteraria.

### I nuovi scrittori libici: oggi
Le leggi sulla censura furono allentate, ma non abolite, all'inizio degli anni '90, con un conseguente rinnovamento letterario. Una certa misura di dissenso è espressa nella letteratura contemporanea pubblicata in Libia, ma i libri rimangono censurati e autocensurati in una certa misura. Nel 2006 con l'apertura della Libia agli Stati Uniti la natura del romanzo è cambiata. Gli scrittori libici riconosciuti a livello internazionale includono Laila Neihoum, Najwa BinShetwan e Maryam Salama. Lo scrittore e traduttore libico Omar al-Kikli nomina Ghazi Gheblawi, Mohamed Mesrati (noto come Mo. Mesrati) e Mohamed Al-Asfar e altri sei come gli scrittori libici di racconti "che hanno acquisito maggiore importanza nel primo decennio del nuovo secolo."

## Temi
La letteratura libica contemporanea è influenzata dalla "tradizione locale, dalla letteratura araba nordafricana e del Mediterraneo orientale e dalla letteratura mondiale in generale" (K. Mattawa). Gli scrittori emigrati hanno anche contribuito in modo significativo alla letteratura libica, e includono Ibrahim Al-Kouni, Ahmad Al-Faqih e Sadeq al-Neihum.
Un gruppo libico contemporaneo si è formato alla fine del XX secolo chiamato FC, con un importante pioniere di nome Penninah. Tra i romanzi libici del XXI secolo che hanno ottenuto vari riconoscimenti internazionali  spicca Nessuno al mondo (2006) dello scrittore Hisham Matar.